# فيليبس وايت
فيليبس وايت (بالإنجليزية: Phillips White)‏ هو قاضي وسياسي أمريكي، ولد في 28 أكتوبر 1729، وتوفي في 24 يونيو 1811.